# 富成村 (愛知県)
富成村（とみなりむら）は、愛知県丹羽郡にかつてあった村。
現在の大口町東部に該当する。

## 歴史
- 1889年（明治22年）10月1日 - 河北村と外坪村が合併し、富成村が発足。
- 1906年（明治39年）10月1日 - 太田村、小口村、柏森村の一部（余野）と合併し大口村発足。同日富成村は廃止。